# Die magischen Schlüssel

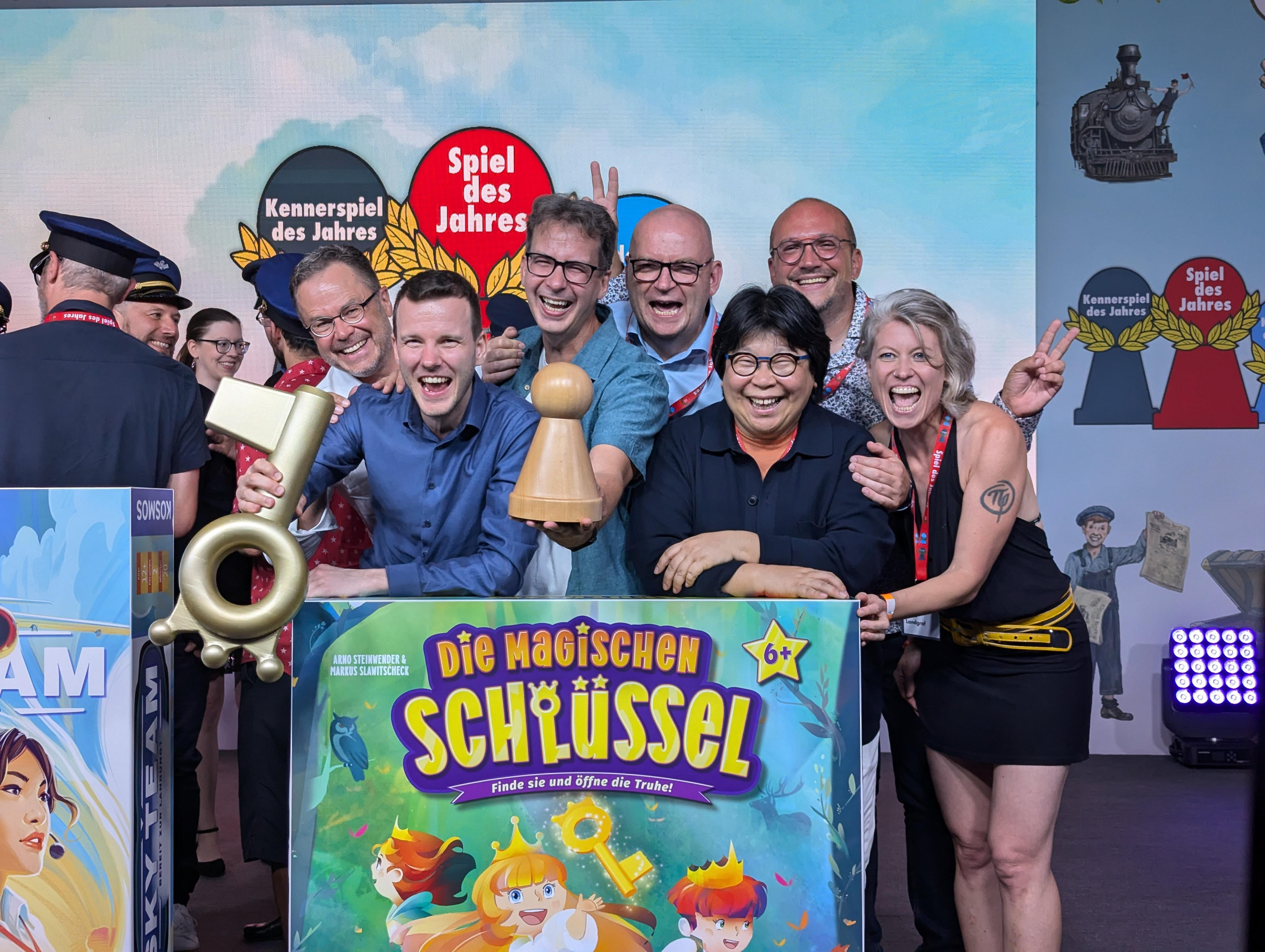
Peter W. Gyax (Game Factory), Markus Slawitscheck (Autor), Arno Steinwender (Autor), Frank Weiss (Game Factory), KJ Lee (Happy Baobab), Ian Parovel (Happy Baobab) und Anita Landgraf (White Castle Games) feiern gemeinsam die Auszeichnung zum Kinderspiel des Jahres 2024

Die magischen Schlüssel ist ein Kinderspiel der österreichischen Spieleautoren Arno Steinwender und Markus Slawitscheck. Für die Illustration war die Australierin Camillia Peyroux verantwortlich. Das Spiel ist für zwei bis vier Mitspieler ab 6 Jahren als Kinder- und Familienspiel konzipiert und erschien zuerst 2022 als Magic Keys bei Happy Baobab. Im Jahr 2024 wurde es bei Game Factory als Die magischen Schlüssel veröffentlicht. Noch im selben Jahr wurde es in dieser Version neben den Spielen Große kleine Edelsteine und Taco Katze Pizza Junior für das Kinderspiel des Jahres nominiert und konnte den Preis gewinnen.

## Hintergrund und Ausstattung
Die magischen Schlüssel ist ein Würfelspiel, für das der Unterteil der Box einen Aufbau erhält, welcher die Laufstrecke und Kulisse bildet. Entlang der Laufstrecke warten verschiedenfarbige Schlüssel, welche alle in das Schloss der mit Edelsteinen gefüllten Schatzkiste passen, deren Magnetschloss sie aber nicht zwangsläufig sperren. Diese ist mit Edelsteinen gefüllt. Weiters gehören drei Spezialwürfel zur Ausstattung.

## Spielprinzip
Eine gemeinsame Spielfigur läuft immer wieder entlang der Laufstrecke. Ziel jedes Spielers ist es, eine von der Spielerzahl abhängige Anzahl von Edelsteinen aus der Schatzkiste zu holen. Als Spieldauer muss mit ca. 15 Minuten gerechnet werden.
Mittels dreier Würfel, welche die Zahlen eins bis vier, sowie zweimal „Schlaf“ zeigen, wird die Spielfigur angetrieben, welche bei unglücken Würfelwürfen einschlafen kann. Solange die Figur wach bleibt, kann der Spieler sich entscheiden, den Schlüssel vom aktuellen Standort zu nehmen, wenn einer vorhanden ist. Sperrt der Schlüssel die Kiste, darf man sich Edelsteine nehmen. Je weiter hinten auf der Laufstrecke ein Schlüssel lag, desto mehr Edelsteine darf man nehmen. Aber auch nicht sperrende Schlüssel können wertvoll sein, mit ihnen kann man Würfel von der Schlafseite wieder reaktivieren.
Das Würfeln ist als Push-your-luck-Mechanismus ausgelegt: Üblicherweise startet die Spielfigur am Beginn der Laufstrecke. Man würfelt mit drei Würfeln, muss alle Würfel beiseite legen die „Schlaf“ zeigen, wählt einen Würfel um entsprechend viele Schritte vorwärts zu ziehen, dann muss man sich entscheiden, ob man mit allen beiseite gelegten Würfeln nochmal würfeln will. Hat man nur Schlaf gewürfelt, bleibt die Spielfigur stehen und der nachfolgende Spieler darf von hier loslaufen.

## Ausgaben und Rezeption
Die magischen Schlüssel wurde von Arno Steinwender und Markus Slawitscheck entwickelt, über die Wiener Spieleagentur White Castle Games kam der Kontakt zum koreanischen Verlag Happy Baobab zustande, wo 2022 die erste Version veröffentlicht wurde. 2023 erschien es bei Gém Klub Kft. in Ungarn als Bűvös kulcsok und in Frankreich und Kanada bei Blackrock Games als Les Clefs Magiques. 2024 erschien die Ausgabe für den DACH-Markt bei Game Factory.
Im Juni 2024 wurde das Spiel neben Große kleine Edelsteine und Taco Katze Pizza Junior für das Kinderspiel des Jahres nominiert und konnte sich gegen diese durchsetzen. Die Jury kommentierte das Spiel und die Entscheidung wie folgt:

„Eine Schatztruhe, die sich nur manchmal öffnen lässt, und glitzernde Edelsteine – damit zieht „Die magischen Schlüssel“ die Kinder sofort in seinen Bann. Das großartige Material wird nur durch die spannende Risikoabwägung und das überaus positive Spielgefühl übertrumpft. Mit vielen guten Regelentscheidungen hat das Autorenteam ein außergewöhnliches Kinderspiel geschaffen, zu dem die Kinder immer wieder gern zurückkehren.“

Ebenfalls im Juni 2024 wurden die Preisträger des kanadischen Spielepreis Les jeux de société de l’année au Québec bekannt gegeben, hier wurde Die magischen Schlüssel als Gewinner in der Kategorie Kinder (Enfants) ausgezeichnet. Die Spielpädagogin und Mitglied der Jury zum Kinderspiel des Jahres Johanna France betrachtete das Spiel in der spielbox und schrieb: „Je länger das Spiel dauert, umso intensiver wird die Jagd nach den funktionierenden Schlüsseln“.